# Chloranthus angustifolius
Chloranthus angustifolius är en tvåhjärtbladig växtart som beskrevs av Daniel Oliver. Chloranthus angustifolius ingår i släktet Chloranthus och familjen Chloranthaceae. Inga underarter finns listade i Catalogue of Life.